# Srigonco
Srigonco is een bestuurslaag in het regentschap Malang van de provincie Oost-Java, Indonesië. Srigonco telt 4092 inwoners (volkstelling 2010).